# Antonio McDyess
Antonio Keithflen McDyess, mais conhecido como Antonio McDyess (Quitman, 7 de setembro de 1974), é um ex-jogador profissional de basquetebol norte-americano, durante sua carreira McDyess jogou por San Antonio Spurs, Phoenix Suns, New York Knicks e Detroit Pistons na National Basketball Association (NBA).

## Estatísticas

### Temporada regular
| Ano      | Equipe      | PJ   | PT  | MPP  | %TC  | %3P  | %TL  | RPP  | APP | ROB | TPP | PPP  |
| -------- | ----------- | ---- | --- | ---- | ---- | ---- | ---- | ---- | --- | --- | --- | ---- |
| 1995–96  | Denver      | 76   | 75  | 30.0 | .485 | .000 | .683 | 7.5  | 1.0 | .7  | 1.5 | 13.4 |
| 1996–97  | Denver      | 74   | 73  | 34.7 | .463 | .171 | .708 | 7.3  | 1.4 | .8  | 1.7 | 18.3 |
| 1997–98  | Phoenix     | 81   | 81  | 30.1 | .536 | .000 | .702 | 7.6  | 1.3 | 1.2 | 1.7 | 15.1 |
| 1998–99  | Denver      | 50   | 50  | 38.7 | .471 | .111 | .680 | 10.7 | 1.6 | 1.5 | 2.3 | 21.2 |
| 1999–00  | Denver      | 81   | 81  | 33.3 | .507 | .000 | .626 | 8.5  | 2.0 | .9  | 1.7 | 19.1 |
| 2000–01  | Denver      | 70   | 70  | 36.5 | .495 | .000 | .700 | 12.1 | 2.1 | .6  | 1.5 | 20.8 |
| 2001–02  | Denver      | 10   | 10  | 23.6 | .573 | .000 | .818 | 5.5  | 1.8 | 1.0 | .8  | 11.3 |
| 2003–04  | New York    | 18   | 6   | 23.4 | .458 | .000 | .579 | 6.6  | 1.1 | .7  | .6  | 8.4  |
| 2003–04  | Phoenix     | 24   | 14  | 21.1 | .484 | .000 | .516 | 5.8  | .7  | 1.0 | .5  | 5.8  |
| 2004–05  | Detroit     | 77   | 8   | 23.3 | .513 | .000 | .656 | 6.3  | .9  | .6  | .7  | 9.6  |
| 2005–06  | Detroit     | 82   | 0   | 21.1 | .509 | .000 | .557 | 5.3  | 1.1 | .6  | .6  | 7.8  |
| 2006–07  | Detroit     | 82   | 3   | 21.1 | .526 | .000 | .691 | 6.0  | .9  | .7  | .8  | 8.1  |
| 2007–08  | Detroit     | 78   | 78  | 29.3 | .488 | .000 | .622 | 8.5  | 1.1 | .8  | .7  | 8.8  |
| 2008–09  | Detroit     | 62   | 30  | 30.1 | .510 | .000 | .698 | 9.8  | 1.3 | .7  | .8  | 9.6  |
| 2009–10  | San Antonio | 77   | 50  | 21.0 | .479 | .000 | .632 | 5.9  | 1.1 | .6  | .4  | 5.8  |
| 2010–11  | San Antonio | 73   | 16  | 19.0 | .491 | .000 | .675 | 5.4  | 1.2 | .5  | .5  | 5.3  |
| Total    |             | 1015 | 645 | 27.6 | .497 | .117 | .670 | 7.5  | 1.3 | .8  | 1.1 | 12.0 |
| All-Star |             | 1    | 0   | 15.0 | .444 | .000 | .000 | 8.0  | 2.0 | 1.0 | .0  | 8.0  |

### Playoffs
| Ano   | Equipe      | PJ  | PT | MPP  | %TC  | %3P  | %TL   | RPP  | APP | ROB | TPP | PPP  |
| ----- | ----------- | --- | -- | ---- | ---- | ---- | ----- | ---- | --- | --- | --- | ---- |
| 1998  | Phoenix     | 4   | 4  | 36.8 | .477 | .000 | .643  | 13.3 | 1.0 | .5  | 1.5 | 17.8 |
| 2005  | Detroit     | 25  | 0  | 19.8 | .486 | .000 | .694  | 5.9  | .8  | .6  | .9  | 8.0  |
| 2006  | Detroit     | 18  | 0  | 20.6 | .559 | .000 | .548  | 6.1  | .6  | .4  | .7  | 7.6  |
| 2007  | Detroit     | 16  | 0  | 22.1 | .349 | .000 | .731  | 7.1  | 1.1 | .7  | .9  | 5.8  |
| 2008  | Detroit     | 17  | 11 | 27.5 | .538 | .000 | .821  | 7.4  | .9  | .6  | .5  | 8.9  |
| 2009  | Detroit     | 4   | 4  | 34.0 | .523 | .000 | 1.000 | 8.5  | .5  | .5  | .8  | 13.0 |
| 2010  | San Antonio | 10  | 10 | 24.7 | .532 | .000 | 1.000 | 6.8  | 1.2 | .2  | .7  | 6.8  |
| 2011  | San Antonio | 6   | 6  | 24.2 | .417 | .000 | .571  | 5.0  | 1.3 | .3  | .8  | 5.7  |
| Total |             | 100 | 35 | 23.6 | .487 | .000 | .689  | 6.8  | .9  | .5  | .8  | 8.1  |